# Eulocastra ecphaea
Eulocastra ecphaea är en fjärilsart som beskrevs av Paul Dognin 1914. Eulocastra ecphaea ingår i släktet Eulocastra och familjen nattflyn. Inga underarter finns listade i Catalogue of Life.